# Max Carrié
Pour les articles homonymes, voir Carrié.

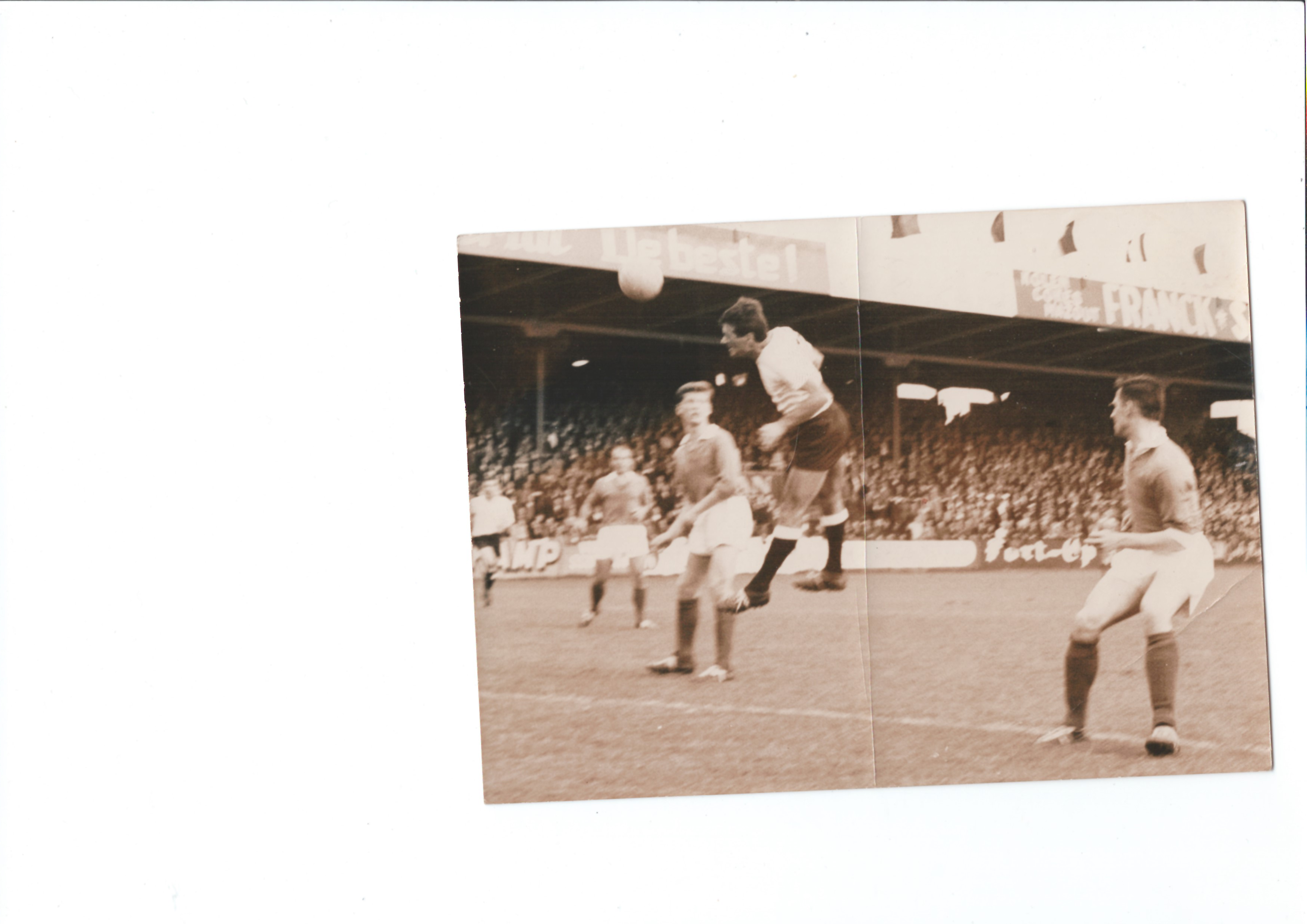

Max Carrié est un footballeur français né le 14 juin 1935 à Paris. Il jouait comme milieu de terrain (inter). 
Il a disputé 42 matchs en Division 1 avec le club de Valenciennes.
Il est marié à Claudine Carrié née Lequy et ont eu 2 filles, Véronique et Valérie Carrié.

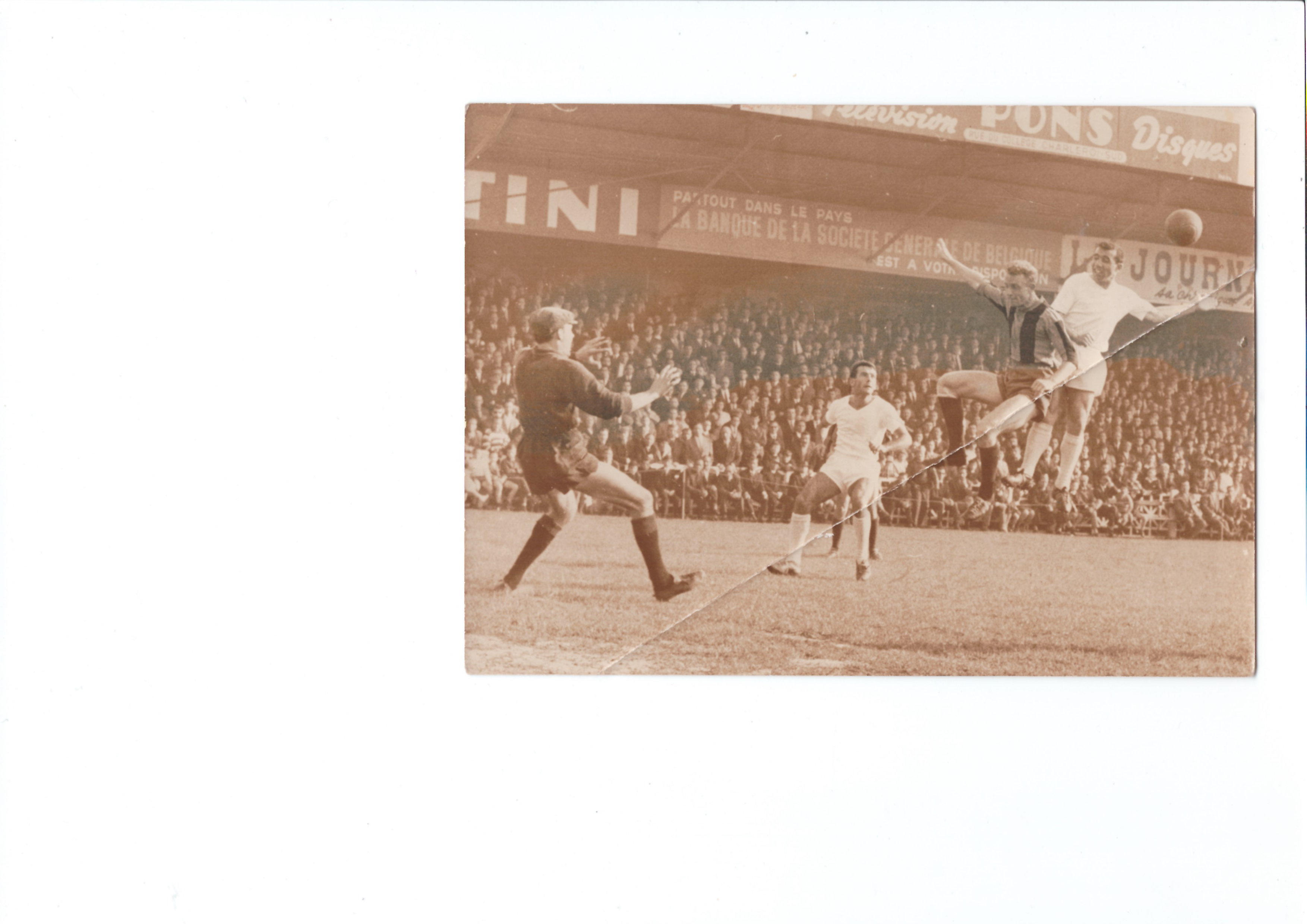

Brocanteur et antiquaire, il a vécu longtemps à Sars-Poteries avant d'aller s'installer près de ses filles à Chamonix-Mont-Blanc. 

## Carrière de joueur
- 1958-1960 :  US Valenciennes-Anzin
- 1960-1961 :  AS Cherbourg
- 1962-1963 :  ROC Charleroi[1]